# Lars-Olof Nilsson
Knut Lars Olov (Lars-Olof) Nilsson, född 7 augusti 1951 i Ludvika församling, Kopparbergs län, är en svensk militär.

## Biografi
Lars-Olof Nilsson avlade officersexamen vid Krigsskolan 1976 och utnämndes samma år till löjtnant vid Livregementets husarer, där han tjänstgjorde till 1978. Han tjänstgjorde från 1978 vid Livgardets dragoner, där han befordrades till kapten 1979. Han gick United Nations Military Police Course 1981, befordrades till major 1984, gick Stabskursen vid Militärhögskolan 1984–1986, var generalstabsaspirant 1987–1989 och blev officer i Generalstabskåren 1989. Han var chef för Markoperativa avdelningen vid staben i Östra militärområdet 1990–1991, var chef för Markoperativa avdelningen vid staben i  Mellersta militärområdet 1991–1992, utnämndes till överstelöjtnant 1992, var chef för Livgardets dragoner 1993–1996, utnämndes till överstelöjtnant med särskild tjänsteställning 1994 och var informationschef för armén vid Högkvarteret 1996–1997. År 1997 befordrades han till överste, varpå han var försvarsattaché vid ambassaderna i Canberra och Wellington 1997–2000 samt chef för Underrättelseavdelningen vid Operativa insatsledningen i Högkvarteret 2000–2003. Nilsson var chef för Säkerhetsavdelningen vid Militära underrättelse- och säkerhetstjänsten i Högkvarteret 2003–2004 och chef för ledningsgruppen i Stockholm i Mellersta militärdistriktet 2004–2005, varpå han pensionerades från Försvarsmakten 2006.
Från 2007 var Nilsson stallmästare i Hans Majestät Konungens hovstall och han tilldelades 2021 Hans Majestät Konungens medalj av åttonde storleken i högblått band för ”förtjänstfulla insatser som stallmästare”. Han var förbundsordförande för Försvarsutbildarna i Stockholms län från 2008.